# Akubra

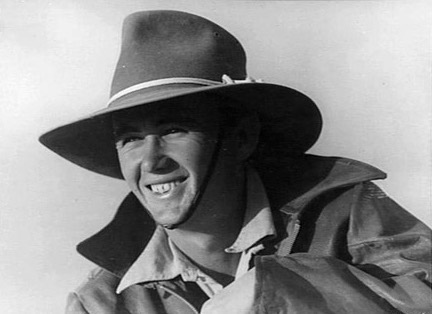
Akubrahoed

Akubra is een Australisch hoedenmerk dat bekend is om zijn iconische vilten hoeden. Het woord akubra komt uit de taal van de Aboriginalstam Pijantjatjara en betekent hoofddeksel. De hoeden werden oorspronkelijk ontworpen voor de grote veehouderijen, waar de veedrijvers hoeden nodig hadden met brede randen om zich tegen de felle zon en de regen te beschermen. Het merk beleefde zijn doorbraak toen het de opdracht kreeg hoeden te maken voor het Australische leger tijdens de Eerste Wereldoorlog.
De Akubrahoed wordt gemaakt van haarvilt, dat van begin tot eind door het bedrijf zelf geproduceerd wordt. Ze staan bekend om hun grote duurzaamheid en stralen het imago uit van de onafhankelijke en avontuurlijk geest van de Australiër. De hoed is qua uitstraling en bekendheid de Australische tegenhanger van de Amerikaanse Stetson, en is populair bij zowel mensen op het Australische platteland als bij outdoor rugzaktoeristen.
De term Akubra wordt meestal gebruikt om het typische outdoor model aan te duiden, maar het bedrijf produceert ook andere hoedtypes zoals de fedora, de homburg, de bolhoed en de trilby.

## Geschiedenis

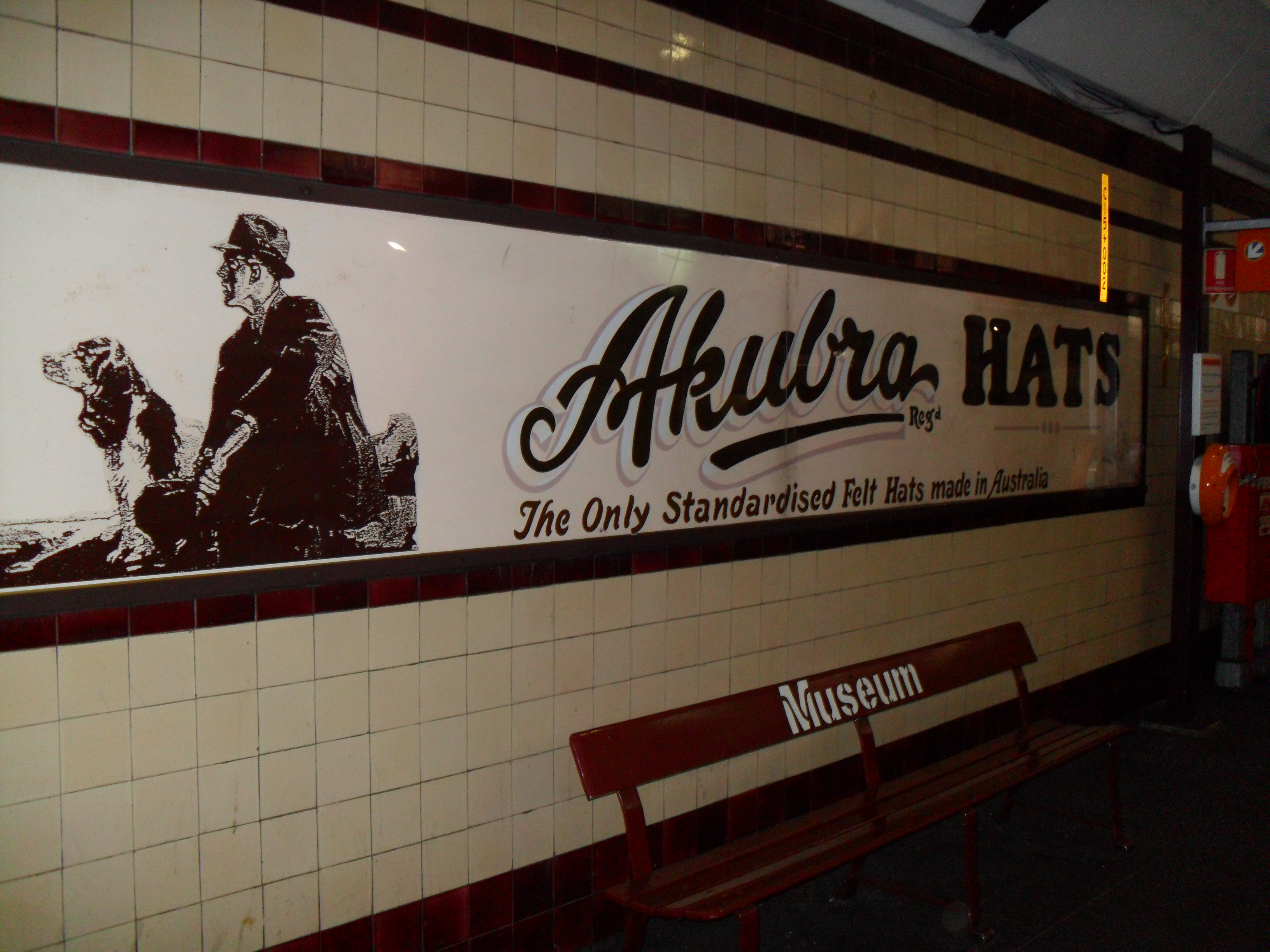
Oude reclame van Akubra

In 1876 opent de Brit Benjamin Dunkerley in Hobart Town (Tasmanië) zijn eerste hoedenfabriek onder de naam Kensington Hat Mills. Al spoedig maakt hij 750 hoeden per week met een personeelsbestand van 30 mensen. Het bedrijf gaat in 1879 failliet doordat Dunkerley te veel risico nam, maar wordt in 1885 opnieuw door hem opgericht. In 1892 ontwikkelt hij een nieuwe mechanische methode om konijnenhaar (de basis van de hoeden) van konijnenhuid te scheiden. Hij vraagt hier octrooi op aan.
In 1900 opent hij een nieuwe hoedenfabriek in Sydney. In 1905 wordt zijn schoonzoon Stephen Keir algemeen directeur van het bedrijf. In de 21ste eeuw staat het bedrijf nog steeds onder leiding van een van zijn nazaten, Stephen Keir IV. In 1911 wordt het bedrijf een vennootschap: Dunkerley Hat Mills Ltd., met 19 werknemers, zeven aandeelhouders en Stephen Keir als algemeen directeur. Het bedrijf gaat zich specialiseren in vilten hoeden (aanvankelijk hoofdzakelijk van wolvilt), en registreert in 1912 het merk Akubra. In 1916 schakelt men over op haarvilthoeden, die op grote schaal voor het Australische leger worden geproduceerd. Deze typische soldatenhoed wordt slouch hat genoemd.

### Overige feiten[3]

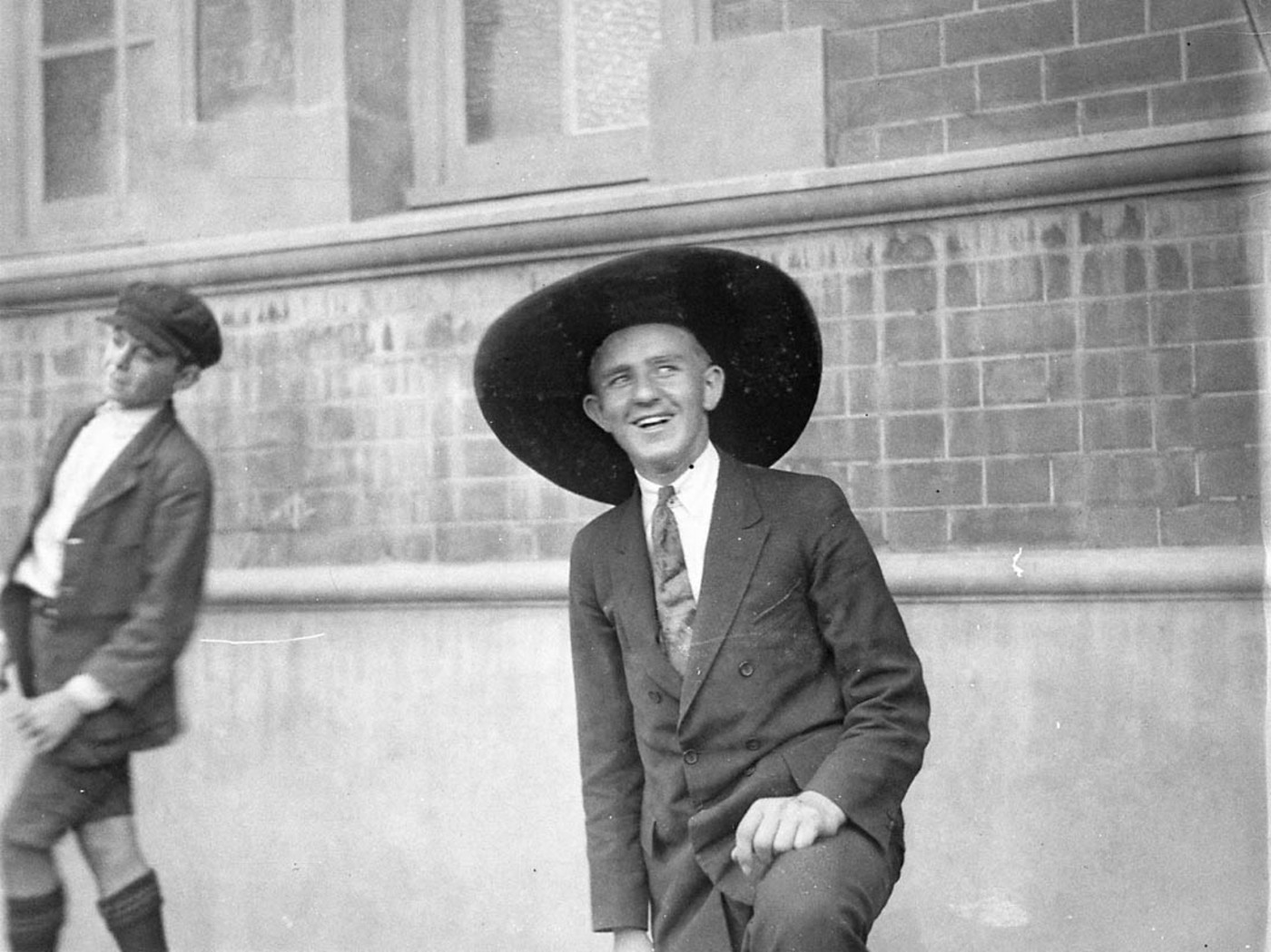
Akubrahoed met brede rand, 1927

- 1956: Akubra produceert de Panamahoeden (van stro) die gedragen worden door het Australische team op de Olympische Spelen in Melbourne.
- 1982: De film The Man From Snowy River komt in de bioscoop, waar Akubra het hoedenmodel Snowy River op baseert.
- 1984: De Aussie Gold-westernhoed gaat in productie voor het Australische team op de Olympische Spelen in Los Angeles.
- 1986: Het model The Croc wordt ontwikkeld, geïnspireerd door de film Crocodile Dundee'.
- 2000: Het model Spirit of Australia wordt uitgebracht voor de Olympische Spelen in Sydney.
- 2012: Het Guinness World Record voor de grootste bijeenkomst van mensen die een Akubrahoed dragen is gevestigd (1912 mensen).
- 2015: Akubra bereikt de mijlpaal van twee miljoen hoeden, geproduceerd voor Australische soldaten.

## Productie

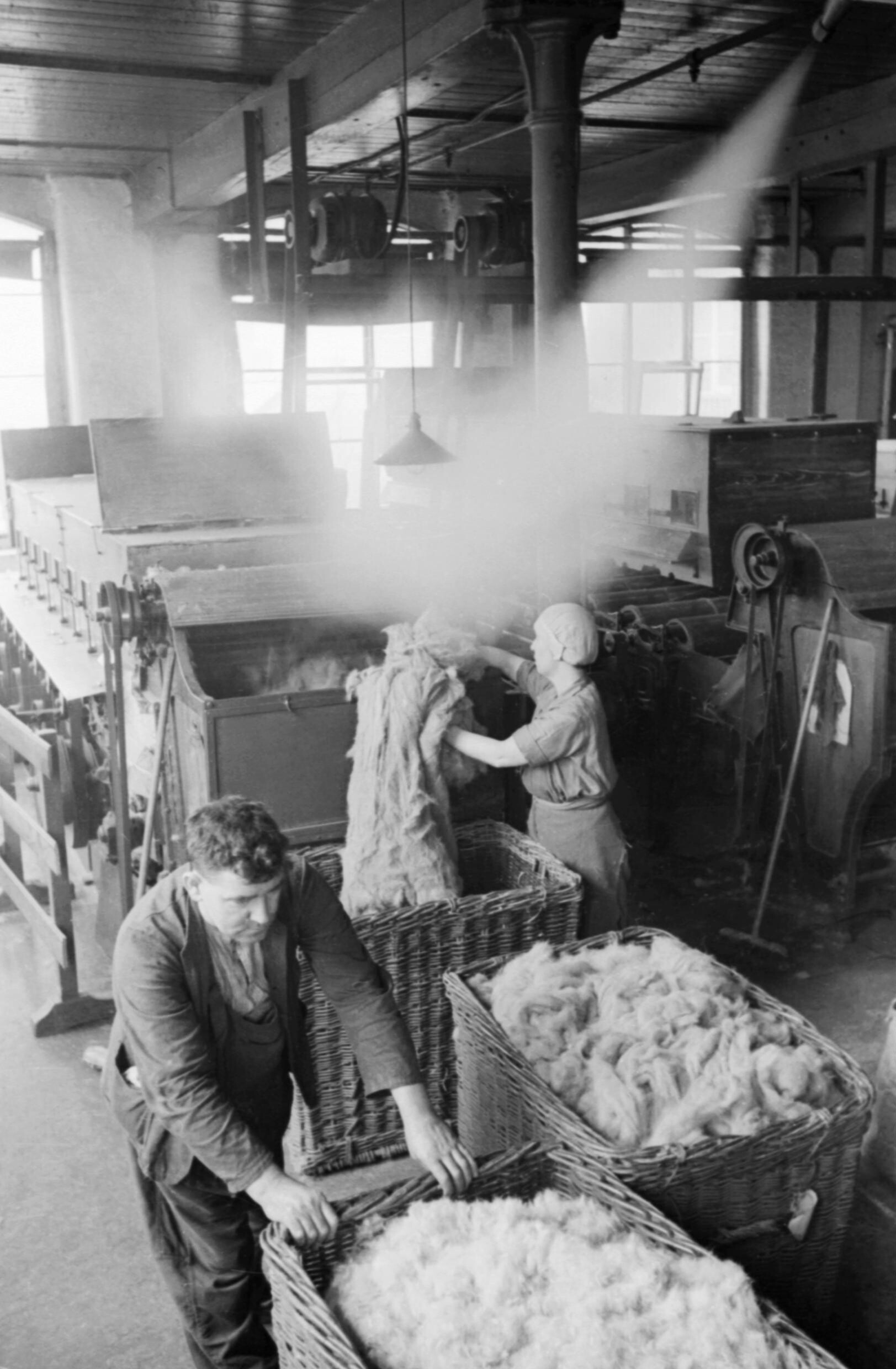
Het voorbereiden van konijnenhaar om vilt te maken, in dit geval in een fabriek in Groot-Brittannië, 1940

### Haarvilt
Haarvilt wordt gemaakt van glad dierenhaar. Voor Akubrahoeden wordt hoogwaardig konijnenhaar gebruikt dat de volgende eigenschappen bezit:
- onderhoudsvriendelijk
- waterafstotend
- zeer goede isolatie tegen kou en warmte
- bescherming tegen vuil en mechanische beschadigingen
- scheurvast en robuust
- soepel en luchtdoorlatend
- buigzaam, rekbaar en druk-elastisch (kreukvrij)

Akubra produceert het vilt voor de hoeden zelf, en in vier kwaliteiten. De standaardkwaliteit wordt aangeboden in twee afwerkingen: de Imperial Quality, gebruikt voor de meeste standaardhoeden, en de Superfine Quality, zoals gebruikt wordt voor de slouch hat. Daarnaast is er de Premium Quality die gebruikt wordt voor de luxere Heritage Collection, een hoedenlijn die de traditionele Akubra het best benaderd. De vierde kwaliteit heet Pliofelt, een plooibaar haarvilt dat gebruikt wordt voor vouwbare hoeden.

### Productieproces
De productie van vilt en hoeden gaat als volgt:

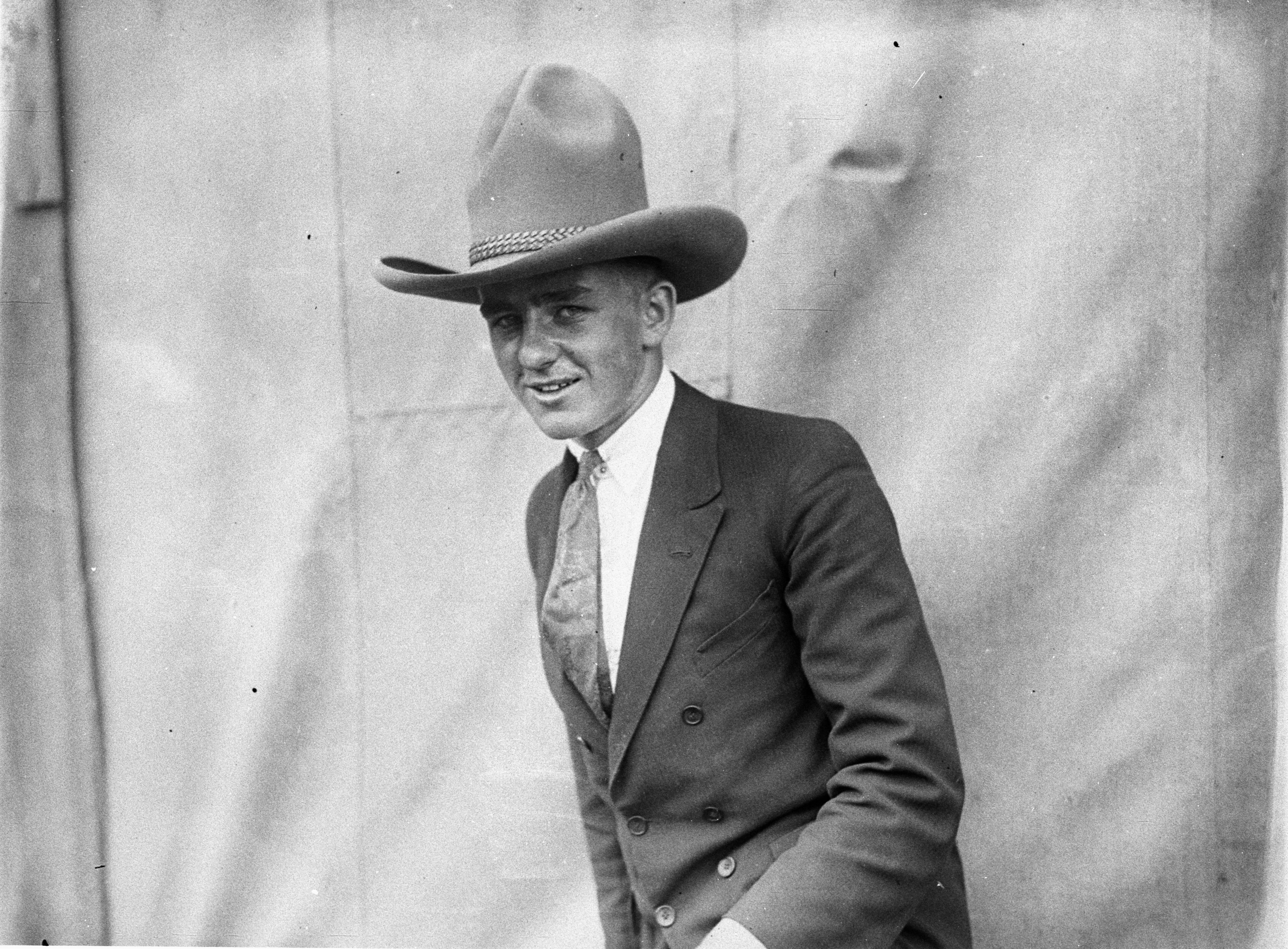
Akubrahoed met hoge kroon uit 1927

1. Akubrahoed met hoge kroon uit 1927Het konijnenhaar mengen en filteren: het konijnenhaar wordt samengebracht en in een 'blaasmachine' ontdaan van vuil en samengeklonterd haar, tot het een tapijt van zachte, donzige wol vormt.
2. De kegelvorm wordt gemaakt: een grote, roterende kegel van staal met kleine gaatjes zuigt de zachte vacht op zodat een eerste kegelvorm ontstaat. Gelijktijdig wordt er heet water op het konijnenhaar gespoten, zodat de vezels in elkaar gaan grijpen.
3. Nat vilten/koken. De ruwe hoedvorm (kegel) is nu nog drie keer zo groot als een normale vilten hoed. De vorm wordt gewikkeld in stof en herhaaldelijk gerold in verschillende machines in hete stoom, zodat de haarvezels goed in elkaar grijpen en de vorm gaat krimpen tot bijna de beoogde grootte.

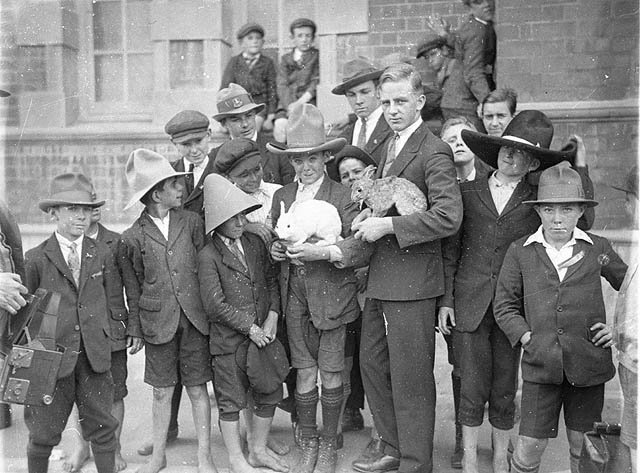
Op de Australian Manufacturers' Exhibition in 1927 demonstreerde Akubra het proces van het maken van hoeden aan schooljongens. Zichtbaar zijn verschillende hoedtypes alsmede de ruwe kegelvorm.

4. Op de Australian Manufacturers' Exhibition in 1927 demonstreerde Akubra het proces van het maken van hoeden aan schooljongens. Zichtbaar zijn verschillende hoedtypes alsmede de ruwe kegelvorm.Kleurenbad: het verven van de kegelhoeden vindt plaats in grote containers, waar in 3 à 4 uur 200 hoeden worden geverfd. Daarna brengt men ze weer in vorm, en drogen ze. Elke hoed wordt vervolgens geïmpregneerd met een schellakoplossing, zodat hij buigzamer, stabieler en duurzamer wordt.
5. Hoedvorm maken: van de kegel wordt een echte hoed gevormd, door de stof op een blok te drukken en tegelijkertijd de zijkanten aan te trekken. Bovendien bespuit men het materiaal met een oplossing die het waterdicht maakt.
6. Schuren: om optimaal zacht vilt te verkrijgen verwijdert een machine uitstekende resten met schuurpapier.
7. De definitieve vorm: na de laatste kwaliteitscontrole krijgen de hoeden hun uiteindelijke vorm, door bijvoorbeeld deuken of een bolling in de kroon, het bovenste deel van de hoed, te maken. Dit gebeurt met verschillende houten blokken en aluminium mallen. In 80% van de gevallen verlaten de hoeden de fabriek met een gevormde kroon. Oorspronkelijk was een open crown gebruikelijk, omdat kopers er de voorkeur aan gaven ze zelf te vormen.

## Modellen
Bekende Akubramodellen:

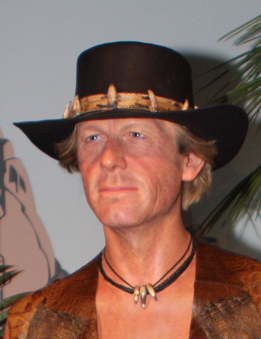
The Croc

- Cattleman is Akubra's best verkochte en meest populaire model, met een typisch gevormde kroon met zes luchtgaatjes, een naar beneden vallende rand en een drievoudig gevlochten hoedband van leer.
- Coober Pedy is een hoed met een leren band van kangoeroeleer, versierd met een opaal. De hoed is vernoemd naar de opaalmijnen in Coober Pedy, Zuid-Australië.
- Snowy River, de beroemde Westernhoed uit de film The Man from Snowy River heeft een iets kleinere kroon met een 2 cm brede gevlochten hoedband. De randen zijn aan de zijkanten naar boven gebogen in Westernstijl.
- The Croc, bekend uit de film Crocodile Dundee, lijkt op de Snowy River, maar valt vooral op door de band van krokodillenleer versierd met echte krokodillentanden.
- De Riverina heeft, samen met de hoed Territory, de breedste rand (ruim 10 cm) en is een populair damesmodel. Het is genoemd naar het landbouwgebied in New South Wales.
- Avalon is een klassiek vormgegeven traveller-hoed die op de Coober Pedy lijkt, maar een metalen merkembleem heeft en een iets smallere rand. Hij is opvouwbaar (crushable) en kan daardoor gemakkelijk mee op reis.